# Lijst van langeafstandswandelpaden
Dit is een lijst van langeafstandswandelpaden, opgedeeld per werelddeel. De lijst is in tabelvorm sorteerbaar op naam, land en lengte. De paden die meerdere landen van een werelddeel doorkruisen, staan apart bij dat werelddeel vermeld.

## Afrika
| Naam                   | Land   | Lengte |
| ---------------------- | ------ | ------ |
| Red Sea Mountain Trail | Egypte | 170 km |
| Sinai Trail            | Egypte | 550 km |

## Azië
| Naam                  | Land     | Lengte  |
| --------------------- | -------- | ------- |
| Israel National Trail | Israël   | 1015 km |
| Jordan Trail          | Jordanië | 650 km  |
| Wadi Rum Trail        | Jordanië | 120 km  |
| Frygische Weg         | Turkije  | 506 km  |
| Lycische Weg          | Turkije  | 400 km  |

## Europa
Enkele langeafstandswandelpaden doorkruisen meerdere Europese landen, met name:
- Alpe Adria Trail; 750 km (Italië – Oostenrijk – Slovenië)
- Escapardenne Eisleck Trail; 106 km (België – Luxemburg)
- Escapardenne Lee Trail; 53 km (België – Luxemburg)
- Noordzeepad (Schotland – Engeland – België – Nederland – Duitsland – Denemarken – Zweden – Noorwegen)
- Nordkalottleden; 800 km (Finland – Zweden – Noorwegen)
- Peaks of the Balkans Trail; 192 km (Albanië – Kosovo – Montenegro)
- Sultans Trail; 2400 km (Oostenrijk – Slowakije – Hongarije – Kroatië – Servië – Roemenië – Bulgarije – Griekenland – Turkije)
- High Scardus Trail; 495 km (Noord-Macedonië-Kosovo-Albanië)
- Tour du Mont Blanc; 173,5 km (Frankrijk – Italië – Zwitserland)
- Via Alpina (Slovenië – Oostenrijk – Duitsland – Liechtenstein – Zwitserland)
- Via Dinarica (Slovenië – Kroatië – Bosnië en Herzegovina – Montenegro – Servië – Kosovo – Albanië)
- Langeafstandswandeling Kempen~Broek; 104 km (België-Nederland)
- Western Front Way; 1000 km (België-Frankrijk)
- Transcaucasian Trail; 1750 km (Georgië-Armenië-Azerbeidzjan)

- GR-paden (Nederland – België – Frankrijk – Spanje – Portugal)
- Europese wandelroutes (over het hele continent)

### Tabel sorteerbaar per land
| Naam                                            | Land                | Lengte   |
| ----------------------------------------------- | ------------------- | -------- |
| Southern Coastal Trail                          | Albanië             | 74 km    |
| Venntrilogie                                    | België              | 109 km   |
| National Park Trail                             | België              | 110 km   |
| Kom-Emine-weg                                   | Bulgarije           | 600 km   |
| Alsstien                                        | Denemarken          | 64 km    |
| Bornholms Kyststi                               | Denemarken          | 110 km   |
| Camønoen                                        | Denemarken          | 175 km   |
| Fjordstien                                      | Denemarken          | 275 km   |
| Gendarmstien                                    | Denemarken          | 84 km    |
| Himmelbjergruten                                | Denemarken          | 52 km    |
| Kongeåstien                                     | Denemarken          | 67 km    |
| Kyst til Kyst Stien                             | Denemarken          | 140 km   |
| Marskstien                                      | Denemarken          | 54 km    |
| Mols Bjerge-stien                               | Denemarken          | 82 km    |
| Molsruten                                       | Denemarken          | 80 km    |
| Nordkyststien                                   | Denemarken          | 100 km   |
| Øhavsstien                                      | Denemarken          | 220 km   |
| Sjællandsleden                                  | Denemarken          | ? km     |
| Skjoldungestien                                 | Denemarken          | 50 km    |
| Stevns Klint Trampesti                          | Denemarken          | 22 km    |
| Trækstien                                       | Denemarken          | 75 km    |
| Vesterhavsstien                                 | Denemarken          | 160 km   |
| Vestkyststien                                   | Denemarken          | 80 km    |
| Eifelsteig                                      | Duitsland           | 313 km   |
| Main-Donau-Weg                                  | Duitsland           | ? km     |
| Malerweg                                        | Duitsland           | 116 km   |
| Moselsteig                                      | Duitsland           | 366 km   |
| Nationaler Fernwanderweg Ostsee-Saaletalsperren | Duitsland           | ? km     |
| Natursteig Sieg                                 | Duitsland           | ? km     |
| Rennsteig                                       | Duitsland           | ? km     |
| Rheinsteig                                      | Duitsland           | 320 km   |
| Rothaarsteig                                    | Duitsland           | 158 km   |
| Saar-Hunsrück-Steig                             | Duitsland           | 415 km   |
| Wandertrilogie Allgäu                           | Duitsland           | ? km     |
| Wanderweg der Deutschen Einheit                 | Duitsland           | ? km     |
| Berenpad                                        | Finland             | 82 km    |
| Andros Route                                    | Griekenland         | 100 km   |
| Corfu Trail                                     | Griekenland         | 180 km   |
| Epirus Trail                                    | Griekenland         | 300+ km  |
| Long Pelion Trail                               | Griekenland         | 168 km   |
| Menalon Trail                                   | Griekenland         | 75,2 km  |
| Pindus Trail                                    | Griekenland         | 600 km   |
| Wandelroute Kektura                             | Hongarije           | 1128 km  |
| National Waymarked Trails (netwerk)             | Ierland             | Netwerk  |
| Laugavegur                                      | IJsland             | 55 km    |
| Alta Via dei Parchi                             | Italië              | 500 km   |
| Alta Via Dolomieten (netwerk)                   | Italië              | Netwerk  |
| Cammino 100 Torri                               | Italië              | 1284 km  |
| Cammino di Dante                                | Italië              | 360 km   |
| Cammino Retico                                  | Italië              | 191 km   |
| Doloramaweg                                     | Italië              | 61 km    |
| Grande Anello dei Sibillini                     | Italië              | 124 km   |
| Grande Traversata delle Alpi                    | Italië              | 1000+ km |
| Selvaggio Blu                                   | Italië              | 40 km    |
| Sentiero della Pace                             | Italië              | 400 km   |
| Sentiero Italia                                 | Italië              | 7960 km  |
| Via di Francesco                                | Italië              |          |
| Mullerthal Trail                                | Luxemburg           | 112 km   |
| Den Norske Turistforening-paden (netwerk)       | Noorwegen           | Netwerk  |
| Kyststien                                       | Noorwegen           | 650 km   |
| Weitwanderwege (netwerk)                        | Oostenrijk          | Netwerk  |
| Beskidenhoofdroute                              | Polen               | 500 km   |
| Hoofdroute Heilig Kruisgebergte                 | Polen               | 105 km   |
| Sudetenhoofdroute                               | Polen               | 443 km   |
| Palmilhar Portugal                              | Portugal            | ? km     |
| Rota Vicentina                                  | Portugal            | ? km     |
| Via Algarviana                                  | Portugal            | 300 km   |
| Via Transilvanica                               | Roemenië            | 1428 km  |
| Juliana Trail                                   | Slovenië            | 330 km   |
| Karavanke Trail                                 | Slovenië            | 140 km   |
| Koroška Trail                                   | Slovenië            | 230 km   |
| Pot Miru                                        | Slovenië            | 400 km   |
| Slovenian Mountain Trail                        | Slovenië            | 599 km   |
| Zasavje Trail                                   | Slovenië            | 200 km   |
| Tatranská Magistrála                            | Slowakije           | 73 km    |
| Via Czechia (netwerk)                           | Tsjechië            | Netwerk  |
| Hřebenovka Ceské Svycarsko                      | Tsjechië            | 101 km   |
| Great Trails (netwerk)                          | Verenigd Koninkrijk | Netwerk  |
| National Trails (netwerk)                       | Verenigd Koninkrijk | Netwerk  |
| Hebridean Way/Slighe Innse Gall                 | Verenigd Koninkrijk | 251 km   |
| Blekingeleden                                   | Zweden              | 240 km   |
| Bohusleden                                      | Zweden              | 340 km   |
| Bruksleden                                      | Zweden              | 250 km   |
| Dag Hammarskjöldleden                           | Zweden              | 110 km   |
| Finnskogleden                                   | Zweden              | 240 km   |
| Höga Kustenleden                                | Zweden              | 140 km   |
| Höglandsleden                                   | Zweden              | 454 km   |
| Ingegerdsleden                                  | Zweden              | 110 km   |
| Kungsleden                                      | Zweden              | 450 km   |
| Östgötaleden                                    | Zweden              | 1500 km  |
| Ostkustleden                                    | Zweden              | 141 km   |
| Padjelantaleden                                 | Zweden              | 137 km   |
| Roslagsleden                                    | Zweden              | 190 km   |
| Sint Olavspad                                   | Zweden              | 564 km   |
| Tjustleden                                      | Zweden              | 210 km   |
| Skåneleden                                      | Zweden              | 1300 km  |
| Sörmlandsleden                                  | Zweden              | 1000+ km |
| Stockholm Archipelago Trail                     | Zweden              | 270 km   |
| Wanderland Schweiz (netwerk)                    | Zwitserland         | Netwerk  |

## Noord-Amerika
| Naam                             | Land             | Lengte   |
| -------------------------------- | ---------------- | -------- |
| East Coast Trail                 | Canada           | 336,5 km |
| Trans Canada Trail (netwerk)     | Canada           | Netwerk  |
| West Coast Trail                 | Canada           | 75 km    |
| Arctic Circle Trail              | Groenland        | 165 km   |
| TransPanama Trail                | Panama           | ? km     |
| Appalachian Trail                | Verenigde Staten | 3500 km  |
| Continental Divide Trail         | Verenigde Staten | ? km     |
| Long Trail                       | Verenigde Staten | ? km     |
| National Trails System (netwerk) | Verenigde Staten | Netwerk  |
| Pacific Crest Trail              | Verenigde Staten | 4286 km  |
| Tahoe Rim Trail                  | Verenigde Staten | 266 km   |

## Zuid-Amerika
| Naam                 | Land | Lengte  |
| -------------------- | ---- | ------- |
| Inca Trail (netwerk) | Peru | Netwerk |

## Oceanië
| Naam                          | Land          | Lengte    |
| ----------------------------- | ------------- | --------- |
| Australian Alps Walking Track | Australië     | ? km      |
| Bibbulmunwandelpad            | Australië     | 1003,1 km |
| Bicentennial National Trail   | Australië     | ? km      |
| Heysen Trail                  | Australië     | ? km      |
| Mawson Trail                  | Australië     | ? km      |
| Tasmanian Trail               | Australië     | ? km      |
| Te Araroa Trail               | Nieuw-Zeeland | ? km      |